# 巫宗翰
巫宗翰（10月11日—），暱稱小巫，老家苗栗、出生台北的客家人。因為喜歡歌唱與創作，2007年還在就讀大學的巫宗翰參加第一屆《超級星光大道》，雖然最後止步在18強，但以吉他創作的才子形象開始打開知名度。後轉戰廣告、主持、戲劇等各類表演。2012年開始主持海外行腳節目《作客他鄉》，期間走遍世界十多個國家。

## 主持
| 播出年份      | 節目名稱          | 播出頻道   | 備註                                                                                            |
| 2019年        | 開客 Ready Go!    | 八大電視台 | 苗栗 台中 屏東 英國 美國 加拿大                                                                 |
| 2018年        | 草地狀元_苗栗單元 | 三立電視台 |                                                                                                 |
| 2012年-2017年 | 作客他鄉          | 客家電視台 | 歐洲─波蘭、捷克、西班牙 亞洲─印尼、菲律賓、寮國、泰國、柬埔寨、馬來西亞、汶萊、日本、香港、韓國 |
| 2013年        | 來去客庄打個卡    | 中天電視台 |                                                                                                 |
| 2012年        | 人生的歌慢慢唱    | 客家電視台 |                                                                                                 |
|               | 美麗新生活        | 大愛電視台 |                                                                                                 |

## 演出作品

### 電視劇
| 年份   | 頻道                   | 劇名                            | 角色       | 性質 | 備註 |
|        | 客家電視台             | 《廚房的幸福味道_陳國華的故事》 |            |      |      |
|        | 客家電視台             | 《廚房的幸福味道_葉佳修的故事》 |            |      |      |
| 2009年 | 客家電視台             | 《源》                          | 阿漢       |      |      |
| 2010年 | 客家電視台             | 《第一次當爸爸就上手》          | 阿強       |      |      |
| 2010年 | 公視                   | 《死神少女》                    | 酒保       |      |      |
| 2011年 | 客家電視台             | 《醬園生》                      | 劉添福     |      |      |
| 2012年 | 客家電視台             | 《黃金稻浪》                    | 溫建業     |      |      |
| 2014年 | 客家電視台             | 《到站》                        | 智白       |      |      |
| 2014年 | 客家電視台             | 《新丁花開》                    | 仁煌       |      |      |
| 2017年 | 客家電視台             | 《明天一起去樂園》              | 傅志良     |      |      |
| 2018年 | 台視                   | 《情·份》                       | 王文賢     |      |      |
| 2018年 | 愛奇藝                 | 《國民安保官之絕命護衛》        | 陳志       |      |      |
| 2019年 | 大愛電視台             | 《菜頭梗的滋味》                | 郵差       |      |      |
| 2019年 | 客家電視台             | 《日據時代的十種生存法則》      | 阿齊       |      |      |
| 2019年 | 愛奇藝                 | 《靈異街11號》                  | 劉碩齊     |      |      |
| 2019年 | 客家電視台             | 《烏陰天的好日子》              | 郭得浩     |      |      |
| 2021年 | 八大戲劇台、衛視中文台 | 《她們創業的那些鳥事》          | 花姨特助   |      |      |
| 2021年 | 客家電視台             | 《光的孩子》                    | 警察       |      |      |
| 2021年 | 台灣電視台             | 《一個屋簷下》                  | 林政原     |      |      |
| 2021年 | 公共電視台             | 《茶金》                        | 茶葉檢驗師 |      |      |
| 2022年 | 大愛電視台             | 《先生娘》                      | 曹憲江     |      |      |
| 2022年 | Disney+、bilibili      | 《正義的算法》                  | 江鉅明律師 |      |      |
| 2022年 | 台視                   | 《美麗人生》                    | 陳智升     |      |      |
| 2023年 | 客家電視台             | 《暗夜微光》                    | 佳彬       |      |      |
| 2024年 | Netflix                | 《影后》                        |            |      |      |
| 2025年 | 大愛電視台             | 《生日快樂》                    | 吳世偉     |      |      |
| 2025年 | 大愛電視台             | 《宇宙的源頭就是愛》            | 鍾孟然     |      |      |

### 微電影
- 《微電影_落花》
- 《微電影_怪獸 Fabry 飾演 陳偉傑》
- 《微電影_親愛的孩子謝謝你》
- 《微電影_Panasonic愛上nanoe愛上你》
- 《微電影_靜憩軒月子中心》
- 《微電影_桃園文化局 居間 (暮光1937)》
- 《微電影_凱薾醫美 很想再見你 飾演 胡凱文》
- 《微電影_MoMo教育訓練 勝利團隊》
- 《微電影_人生變化球》

### 合輯
- 《Hakka Jazz新客家爵士歌謠山歌再唱》

### 活動
- 《Hakka Jazz新客家爵士歌謠演唱會》
- 《電影”情非得已之生存之道”新竹首映會演唱》
- 《南鯤鯓國際觀光平安鹽祭演唱》
- 《阿爾發尾牙]]》
- 《客台連續劇醬園生片頭曲演唱》
- 《台灣客家魅力嘉年華藝文展演唱》
- 《人生的歌慢慢唱主題曲創作演唱》
- 《紅瓦舞團美國休士頓巡演演唱》
- 《HotHak演唱會台東場》
- 《六堆客家文化園區三周年慶》
- 《2020文學x藝術跨領域系列 鍾肇政文學生活園區 小和尚樂遊龍潭奇遇記》主持
- 《客家美食2020料理比賽》主持

### MV
- 謝和弦《柳樹下》
- 何韻詩《青空》
- 錢澄《你乎我心碎》
- 田馥甄《請你給我好一點的情敵》
- 東南《不將就》
- 光良《九種使用孤獨的方法》
- 卓義峯《放棄妳的是我》

### 廣告
- 《7-11 Take home 便利就近帶回家》
- 《MSI微星電腦》
- 《百威啤酒(美國) 》
- 《 i-primo鑽石》
- 《花旗銀行》
- 《 Pizza hut》
- 《中華電信》
- 《遠傳電信》
- 《 SONY相機》
- 《中國平安保險(中國)》
- 《麥當勞》
- 《 TGI Friday`s美式餐廳》
- 《格上租車》
- 《富邦銀行》
- 《桂格》
- 《高露潔(台 港澳地區) 》
- 《康師傅東北長白山活泉水(中國 港澳地區) 》
- 《錦鋐氣密窗》
- 《紐崔萊(美加地區)》
- 《阿瘦皮鞋》
- 《喜年來》
- 《特力屋》
- 《勤億幸福雞蛋》
- 《亞培安素》
- 《惠氏S26金裝2015形象(中國)》
- 《莫斯利安牛奶(中國)》
- 《惠氏奶粉》
- 《一匙靈》
- 《喜特麗熱水器》
- 《葡萄王益生菌》
- 《TOYOTA》
- 《福斯汽車》
- 《雪碧(中國)》
- 《三洋電器》
- 《燦坤》
- 《康寶濃湯》
- 《中國信託》
- 《醇養顏》
- 《 Kolin 2018企業形象》
- 《Hola 20週年最強企劃》
- 《雅思樂房產》中國
- 《小磨坊》香蒜風味油
- 《中華電信MOD》
- 《飛比價格》
- 《福斯汽車》California Beach
- 《YAMAHA》AXIS Z 勁豪125
- 《IKEA》
- 《日立冷氣 HITACHI》
- 《全聯福利中心_火鍋祭》
- 《新安東京海上_比較篇》
- 《台灣電力公司形象》
- 《小廚師》
- 《杜老爺冰淇淋》
- 《7-11 city coffee》
- 《富邦人壽》